# Tenet Healthcare
La Tenet Healthcare è una società statunitense che possiede 65 ospedali  negli Stati Uniti. Ha sede a Dallas, in Texas, e fu fondata nel 1967 da tre avvocati, Richard Eamer, Leonard Cohen and John Bedrosian, come National Medical Enterprises.